# Maria McLean
Pour les articles homonymes, voir McLean.
Maria McLean, née à Édimbourg (Écosse), est une patineuse artistique britannique, championne de Grande-Bretagne en 1973.

## Biographie

### Carrière sportive
Maria McLean est championne de Grande-Bretagne en 1973.
Elle représente son pays à trois championnats européens (1972 à Göteborg, 1973 à Cologne et 1974 à Zagreb) et deux mondiaux (1973 à Bratislava et 1974 à Munich. Elle ne participe jamais aux Jeux olympiques d'hiver.
Elle quitte les compétitions sportives en 1974.

### Reconversion
Maria McLean est un spécialiste technique de l'Union internationale de patinage. Elle est également chorégraphe et a travaillé notamment avec la finlandaise Laura Lepistö, l'estonienne Jelena Glebova et la finlandaise Jenni Vähämaa.

## Palmarès
| Compétitions principales        | 1972    | 1973    | 1974    |  |  |  |  |  |  |  |  |  |  |  |
| Jeux olympiques d'hiver         |         |         |         |  |  |  |  |  |  |  |  |  |  |  |
| Championnats du monde           |         | 11e     | 12e     |  |  |  |  |  |  |  |  |  |  |  |
| Championnats d’Europe           | 8e      | 7e      | 6e      |  |  |  |  |  |  |  |  |  |  |  |
| Championnats de Grande-Bretagne | 2e      | 1re     | 2e      |  |  |  |  |  |  |  |  |  |  |  |
|                                 |         |         |         |  |  |  |  |  |  |  |  |  |  |  |
| Autre Compétition               | 1971/72 | 1972/73 | 1973/74 |  |  |  |  |  |  |  |  |  |  |  |
| Trophée Richmond                | 6e      |         | 2e      |  |  |  |  |  |  |  |  |  |  |  |
|                                 |         |         |         |  |  |  |  |  |  |  |  |  |  |  |